# Paraptychodes costimaculata
Paraptychodes costimaculata är en fjärilsart som beskrevs av Louis Beethoven Prout 1913. Paraptychodes costimaculata ingår i släktet Paraptychodes och familjen mätare. Inga underarter finns listade i Catalogue of Life.